# Horný Pial
Horný Pial (Hongaars: Felsőpél) is een Slowaakse gemeente in de regio Nitra, en maakt deel uit van het district Levice.
Horný Pial telt 294 inwoners.